# شتن (شهر)
شهر شتن (به آلمانی: Schotten) در ایالت هسن در کشور آلمان واقع شده‌است.